# 日南海岸きらめきライン

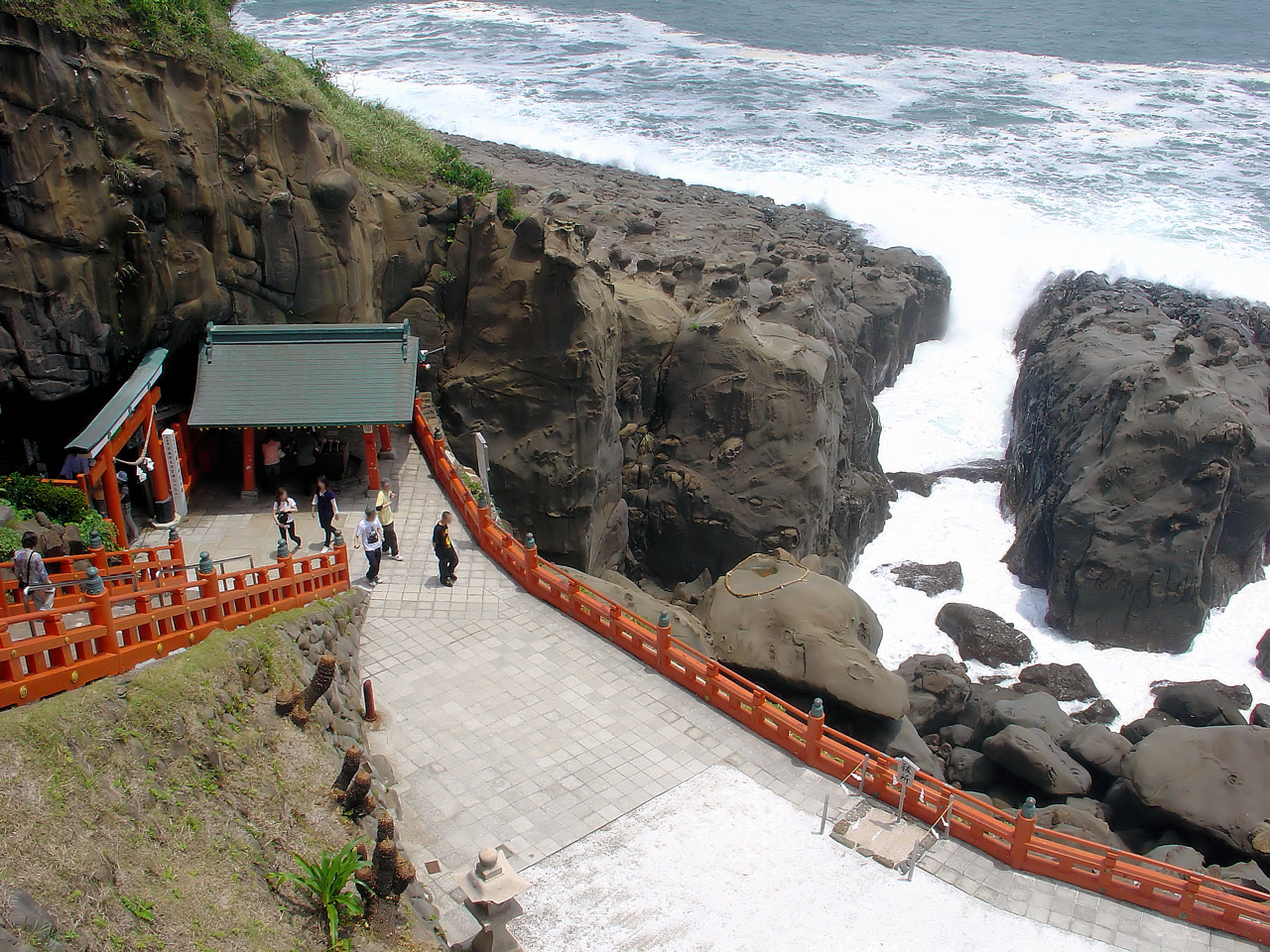
鵜戸神宮

日南海岸きらめきライン（にちなんかいがんきらめきらいん）は、宮崎県南部にある日本風景街道のひとつで、この場合の街道とは特定の道を指す物ではなく、その地域ならではの自然・文化を活かし、景観の向上・地域活性化・観光振興などを行うとりくみのこと。国道220号沿線の神話と歴史のみちづくりを目的とする。

## 概要
日南海岸きらめきライン、2007年（平成19年）11月、国土交通省の日本風景街道に登録されたもので、2012年現在、九州に11ある風景街道のひとつ。国道220号・国道222号・国道448号等を中心とした、宮崎県日南海岸地域の宮崎市、日南市、串間市におよび、うつくしの道づくり、もてなし・いやしの道づくり、神話と歴史の道づくりからなっている。みどころは、日南海岸国定公園などの太平洋の景色。

## 沿道の見所
- 鬼の洗濯板
- 堀切峠
  - 標高60mの峠で太平洋の眺望にすぐれている。[2]
- いるか岬
  - 宮崎市の最南端で、沖を泳ぐイルカの群れが見えることから名づけられたと言われている。[2]
- 鵜戸神宮
- 都井岬

## 沿道の行事
- 堀川灯篭流し
- 鯉のぼり揚げ
  - やっちみろかい酒谷が1994年から毎年、酒谷地区のPRと5月5日のこどもの日を祝うため、日南ダムの正面に約350匹のこいのぼりをあげる。

- 都井岬火まつり

## 活動主体
- 日南海岸地域シーニック・バイウェイ推進協議会
  - 38団体（ボランティア24団体、町内会2団体、観光関係者3団体、道の駅3駅、その他任意6団体）で発足。

## エリア内の道の駅
- 道の駅フェニックス
- 道の駅なんごう
- 道の駅酒谷